# The Plague Dogs (film)
Pour plus de détails, voir Fiche technique et Distribution.
The Plague Dogs est un long métrage d'animation britannique écrit et réalisé par Martin Rosen et sorti au Royaume-Uni en 1982. Ce dessin animé employant l'animation avec celluloïd est une adaptation cinématographique du roman du même nom de Richard Adams paru en 1977. 
L'histoire a pour personnages principaux deux chiens qui s'évadent d'un laboratoire d'expérimentations scientifiques pratiquant la vivisection et entament une fuite éperdue en quête d'une vie meilleure.
Le film est sorti très tard en France à cause de son histoire qui était jugée très sombre et qui risquait de choquer le jeune public, en particulier la fin.

## Synopsis
Rowf, un labrador, et Snitter, un fox-terrier à poil lisse, vivent dans un laboratoire d'expérimentations scientifiques, l'ARSE, situé dans le Lake District, au nord-ouest de l'Angleterre. Une nuit, ils découvrent un moyen de s'évader du laboratoire afin d'échapper aux expériences cruelles qu'ils y subissent. Peu après, une rumeur se répand selon laquelle les deux animaux pourraient être porteurs du virus de la peste. Pris en chasse par des militaires et par les médias, les deux chiens, guidés par un renard surnommé « le rusé », tentent de s'échapper vers une vie meilleure.

## Fiche technique
- Titre original : The Plague Dogs
- Réalisation : Martin Rosen
- Scénario : Martin Rosen, d'après le roman The Plague Dogs de Richard Adams
- Musique originale : Patrick Gleeson
- Montage : Richard Harkness
- Décors : Gordon Harrison
- Production : Martin Rosen
- Sociétés de production : Nepenthe Productions, United Artists Corporation
- Diffusion : United Artists Corporation (sortie en salles au Royaume-Uni)
- Pays d’origine :  Royaume-Uni
- Langue : anglais
- Durée : 103 minutes (version complète) ou 83 minutes (version courte)
- Format : couleur (Technicolor)
- Son : Dolby
- Dates de sortie : 
  -  Royaume-Uni : 1982
  -  France : 4 avril 2012 (DVD)

## Distribution
- Rowf : Christopher Benjamin
- Snitter : John Hurt
- Le Rusé : James Bolam
- Le Major : Patrick Stewart[1]

## Accueil critique
Le film cumule 63% d'avis positifs sur le site Rotten Tomatoes.
Pour le journaliste et critique de cinéma Olivier Père, « The Plague Dogs est un film déchirant, très sombre et d’une infinie tristesse. […] La fin du film est très lacrymale et même traumatisante pour des jeunes enfants ».